# Спортсмен року Боснії і Герцеговини
Спортсмен року Боснії і Герцеговини — щорічна нагорода найкращим спортсменам Боснії і Герцеговини. Організовується газетою Nezavisne novine (Незалежні новини).

## Переможці
| Рік  | Спортсмен року      | Спортсмен року | Команда року                         | Тренер року       | Тренер року |
| Рік  | Переможець          | Вид спорту     | Переможець                           | Переможець        | Вид спорту  |
| ---- | ------------------- | -------------- | ------------------------------------ | ----------------- | ----------- |
| 2001 | Хасан Саліхаміджич  | футбол         | Желєзнічар (Сараєво)                 | Суад Чупина       | карате      |
| 2002 | Денис Мухович       | карате         | Збірна Боснії з шахів                | Амар Осим         | футбол      |
| 2003 | Лейла Ферхатбегович | карате         | Чоловіча національна збірна з карате | Блаж Слишкович    | футбол      |
| 2004 | Джьордже Паштар     | боулінг        | ГК «Ізвиджяч»                        | Менсур Байрамович | баскетбол   |
| 2005 | Маркиця Додиг       | бочче          | ГК «Ізвиджяч»                        | Менсур Байрамович | баскетбол   |
| 2006 | Енид Тахирович      | гандбол        | ГК «Босна» Сараєво                   | Халид Демирович   | гандбол     |

| Рік  | Спортсмен року    | Спортсмен року | Спортсменка року     | Спортсменка року | Команда року                                        | Тренер року         | Тренер року |
| Рік  | Переможець        | Вид спорту     | Переможець           | Вид спорту       | Переможець                                          | Переможець          | Вид спорту  |
| ---- | ----------------- | -------------- | -------------------- | ---------------- | --------------------------------------------------- | ------------------- | ----------- |
| 2007 | Маркиця Додиг     | бочче          | Арнела Оджакович     | карате           | ГК «Босна» Сараєво                                  | Зоран Микеш         | баскетбол   |
| 2008 | Мемнун Хаджич     | бокс           | Люсія Кімані         | легка атлетика   | ГК «Босна» Сараєво                                  | Алмедин Фетахович   | бокс        |
| 2009 | Едін Джеко        | футбол         | Лариса Церич         | дзюдо            | Чоловіча національна збірна з футболу               | Мирослав Блажевич   | футбол      |
| 2010 | Нермин Потур      | карате         | Лариса Церич         | дзюдо            | Чоловіча національна збірна з карате                | Суад Чупина         | карате      |
| 2011 | Амель Мекич       | дзюдо          | Драгана Кнежевич     | гандбол          | Чоловіча національна збірна з футболу               | Бранимир Црногорац  | дзюдо       |
| 2012 | Мирза Телетович   | баскетбол      | Івана Нинкович       | плавання         | Чоловіча національна збірна з баскетболу            | Александар Петрович | баскетбол   |
| 2013 | Звєздан Мисимович | футбол         | Лариса Церич         | дзюдо            | Чоловіча національна збірна з футболу               | Сафет Сушич         | футбол      |
| 2014 | Никола Прце       | гандбол        | Лариса Церич         | дзюдо            | Чоловіча національна збірна з гандболу              | Драган Маркович     | гандбол     |
| 2015 | Амель Тука        | легка атлетика | Александра Самарджич | дзюдо            | Юнацька збірна з баскетболу                         | Йосип Панджа        | баскетбол   |
| 2016 | Мирсад Терзич     | гандбол        | Івона Чавар          | карате           | Збірна Боснії і Герцеговини з тенісу в Кубку Девіса | Самира Хурем        | футбол      |